# Dendrobium fulgidum
Dendrobium fulgidum är en orkidéart som beskrevs av Rudolf Schlechter. Dendrobium fulgidum ingår i släktet Dendrobium, och familjen orkidéer.

## Underarter
Arten delas in i följande underarter:
- D. f. fulgidum
- D. f. maritimum